# Alive (canción de Goldfrapp)
«Alive»  es una canción realizada por el dúo británico de electrónica Goldfrapp. Fue lanzado el 7 de julio de 2010 como el segundo sencillo de su quinto álbum de estudio Head First. Fue compuesto y producido por Alison Goldfrapp y Will Gregory, además contó con la producción adicional de Richard X. Alcanzó la cima del Billboard Hot Dance Club Songs siendo su quinto número uno en dicha lista.

## Video musical
Impactada por su trabajo en el video musical de la canción "Dog Days Are Over" de Florence and the Machine, Alison Goldfrapp se interesó por el dúo de directores Legs para ser los encargados de la producción del video musical para la canción "Alive". Legs decidieron crear un video oscuro mostrando un mundo demoníaco porque "Alive" es "tan contagiosa feliz y brillante". El video tuvo inspiración en las bandas de heavy metal y el video musical de la canción "Physical" de Olivia Newton-John.
El video fue filmado durante un día. En la mañana apuntaron a la filmación de los bailarines y extras, mientras que por la tarde se centró en la actuación de Goldfrapp. Ross McLennan, director de fotografía, experimentó con diferentes estilos de iluminación para imprimirle al video una "energía increíble". Los efectos especiales tales como rayos láser, la sangre y transformación de colmillos se agregaron en la postproducción a través de Absolute Post en la ciudad de Nueva York.

## Lista de canciones
- Reino Unido – CD promo[5]

1. "Alive" (Radio Edit) – 3:00
2. "Alive" (Instrumental) – 3:28

- Reino Unido – 7" picture disc (Edición limitada)[6]

A. "Alive" – 3:28
B. "Alive" (Joakim Remix - Edit)
- iTunes EP[7]

1. "Alive" – 3:28
2. "Alive" (Joakim Remix) – 6:31
3. "Alive" (Joakim NRG Dub) – 6:14
4. "Alive" (Tensnake Remix) – 7:23
5. "Alive" (Dave Audé Remix) – 7:57
6. "Alive" (Arno Cost Remix) – 8:24

## Posicionamiento en listas
| Lista (2010)                          | Mejor posición | Ref.  |
| ------------------------------------- | -------------- | ----- |
| Estados Unidos (Hot Dance Club Songs) | 1              | [ 1 ] |

| País           | Lista (2010)         | Posición | Ref.  |
| -------------- | -------------------- | -------- | ----- |
| Estados Unidos | Hot Dance Club Songs | 20       | [ 8 ] |

### Sucesión en listas
| Anterior: «Dirty Talk» de Wynter Gordon | Hot Dance Club Songs — Sencillo Nro 1 31 de julio de 2010 — 7 de julio de 2010 | Siguiente: «Your Love Is My Drug» de Ke$ha |